# Меди Метела
Меди Метела (фр. Mehdy Metella; Кајен, 17. јул 1992) француски је пливач чија специјалност је пливање спринтерских трка слободним и делфин стилом. Вишеструки је национални првак и рекордер и освајач бројних медаља на највећим међународним такмичењима.  
Његова старија сестра Малија Метела бивша је пливачица и некадашња светска и олимпијска победница у овом спорту.

## Каријера
На међународној сцени Метела се први пут појавио на европском јуниорском првенству у Прагу 2009, а већ наредне године на истом такмичењу у Хелсинкију осваја и прве медаље у каријери (по два злата и сребра и једну бронзану медаљу). Свега месец дана касније на Првим олимпијским играма младих у Сингапуру осваја златну медаљу у трци на 100 метара слободним стилом.
На сениорским светским првенствима дебитује у Барселони 2013, међутим време од 53,77 с које је испливао у квалификацијама трке на 100 делфин било је довољно тек за 30. место. Две године касније, у Казању 2015, остварио је знантно бољи резултат, а у финалу трке на 100 делфин пливао је 51,24 секунди, што је било за више од две секунде брже него у Барселони, а било му је довољно за пето место у финалу. У Казању је освојио и своје прве две велике медаље, обе у штафетним тркама, злато на 4×100 слободно и бронзу на 4×100 мешовито. 
На ЛОИ 2016. у Рију такмичио се у две дисциплине. У штафетној трци на 4×100 слободно уз лични рекорд освојио је сребрну медаљу, док је на 100 делфин у финалу заузео укупно 5. место. 
Значајне резултате остварио је и на светском првенству у Будимпешти 2017. године. У трци на 100 слободно освојио је бронзану медаљу са временом од 47,89 секунди, што је била његова прва појединачна медаља у каријери на светским првенствима. Пласман у финале остварио је и у трци на 100 делфин где је (са новим националним рекордом који је испливао у полуфиналу 51,06 секунди) у финалу заузео 8. место.
На светском првенству у Квангџуу 2019. освојио је бронзану медаљу у микс штафети 4×100 слободно, док је најбољи резултат у појединачним тркама постигао у финалу трке на 100 делфин коју је окончао на петој позицији. 